# Finale della Coppa UEFA 1974-1975
La finale della 4ª edizione della Coppa UEFA fu disputata in gara d'andata e ritorno tra Borussia M'gladbach e Twente. Il 7 maggio 1975 al Rheinstadion di Düsseldorf la partita, arbitrata dall'ungherese Károly Palotai, finì 0-0.
La gara di ritorno si disputò dopo una settimana al Diekman Stadion di Enschede e fu arbitrata dall'austriaco Paul Schiller. Il match terminò 1-5 e ad aggiudicarsi il trofeo fu la squadra tedesca occidentale.

## Le squadre
| Squadre             | Partecipazioni precedenti (il grassetto indica la vittoria) |
| ------------------- | ----------------------------------------------------------- |
| Borussia M'gladbach | 1 (1973)                                                    |
| Twente              | Nessuna                                                     |

## Il cammino verso la finale
Il Twente di Antoine Kohn esordì contro gli inglesi dell'Ipswich Town superando il turno solo grazie alla regola dei gol fuori casa in virtù del 2-2 esterno e dell'1-1 casalingo. Nel secondo turno gli olandesi affrontarono i belgi del RWD Molenbeek, battendoli con un risultato complessivo di 3-1. Agli ottavi di finale i cecoslovacchi del Dukla Praga vinsero la gara d'andata 3-1 per poi subire un 5-0 nei Paesi Bassi. Ai quarti i Tukkers affrontarono gli jugoslavi del Velež Mostar superandoli grazie al 2-0 casalingo, dopo la sconfitta per 1-0 subita in trasferta. In semifinale gli italiani della Juventus furono sconfitti sia a Enschede 3-1, che a Torino 1-0.
Il Borussia M'gladbach di Hennes Weisweiler iniziò il cammino europeo contro gli austriaci del Wacker Innsbruck vincendo con un risultato complessivo di 4-2. Nel secondo turno i tedeschi affrontarono i francesi dell'Olympique Lione, battendoli col risultato totale di 6-2. Agli ottavi di finale gli spagnoli del Real Saragozza furono battuti sia all'andata che al ritorno, rispettivamente coi risultati di 5-0 e 4-2. Ai quarti di finale i Fohlen affrontarono i cecoslovacchi del Baník Ostrava e passarono il turno grazie alle vittorie per 1-0 in trasferta e 3-1 in casa. In semifinale il derby col Colonia fu vinto col punteggio totale di 4-1 in virtù della vittoria esterna per 3-1 e della vittoria casalinga per 1-0.

## Le partite
A Düsseldorf va in scena la finale tra il Borussia Mönchengladbach, già finalista due anni prima e autore di nove vittorie consecutive e 23 gol realizzati, e il Twente, squadra senza top player ma con un buon gruppo. Nonostante i favori del pronostico i tedeschi occidentali attaccano in modo caotico e senza un filo logico, con gli olandesi che tengono il campo e il match si conclude sullo 0-0.
Dopo due settimane a Enschede il Twente potrebbe realizzare un sogno, ma dopo appena nove minuti il tabellino segna già 0-2, grazie alle reti del danese Allan Simonsen e dell'implacabile cannoniere del torneo Jupp Heynckes. Nel primo quarto d'ora della ripresa, Heynckes sigla la tripletta personale e nel finale Simonsen arrotonda su rigore dopo il gol della bandiera del libero Epi Drost. 
Il Borussia porta la prima Coppa UEFA in Germania e centra l'accoppiata scudetto-coppa.

## Tabellini

### Andata
| Düsseldorf 7 maggio 1975 | Borussia M'gladbach | 0 – 0 referto | Twente | Rheinstadion (42 368 spett.)\| Arbitro: \| Károly Palotai \| |
| Arbitro:                 | Károly Palotai      |               |        |                                                              |

| Borussia Mönchengladbach | Twente |

|                   |    |                      |  |     |
|                   |    |                      |  |     |
| P                 | 1  | Wolfgang Kleff       |  |     |
| D                 | 4  | Hans-Jürgen Wittkamp |  |     |
| D                 | 6  | Uli Stielike         |  |     |
| D                 | 2  | Berti Vogts          |  |     |
| C                 | 3  | Ulrich Surau         |  |     |
| C                 | 5  | Rainer Bonhof        |  |     |
| C                 | 8  | Herbert Wimmer       |  |     |
| C                 | 10 | Dietmar Danner       |  | 74’ |
| C                 | 11 | Christian Kulik      |  | 77’ |
| A                 | 7  | Allan Simonsen       |  |     |
| A                 | 9  | Henning Jensen       |  |     |
| Sostituzioni:     |    |                      |  |     |
| A                 | 14 | Kalle Del'Haye       |  | 74’ |
| D                 | 13 | Frank Schäffer       |  | 77’ |
| Allenatore:       |    |                      |  |     |
| Hennes Weisweiler |    |                      |  |     |

|               |    |                   |     |     |
|               |    |                   |     |     |
| P             | 1  | Volkmar Groß      |     |     |
| D             | 3  | Epi Drost         |     |     |
| D             | 2  | Cees van Ierssel  |     |     |
| D             | 6  | Niels Overweg     |     |     |
| D             | 8  | Kalle Oranen      |     |     |
| C             | 5  | Frans Thijssen    | 59’ |     |
| C             | 10 | Theo Pahlplatz    |     |     |
| C             | 7  | Kick van der Vall |     |     |
| C             | 4  | Jaap Bos          |     |     |
| A             | 9  | Jan Jeuring       |     | 86’ |
| A             | 11 | Johan Zuidema     |     |     |
| Sostituzioni: |    |                   |     |     |
| C             | 14 | Eddy Achterberg   |     | 86’ |
|               |    |                   |     |     |
| Allenatore:   |    |                   |     |     |
| Antoine Kohn  |    |                   |     |     |

### Ritorno
| Arbitro: | Paul Schiller |

|           |           |                                               |
| Drost 76’ | Marcatori | 3’, 87’ (rig.) Simonsen 9’, 50’, 60’ Heynckes |

| Twente | Borussia Mönchengladbach |

|               |    |                   |     |     |
|               |    |                   |     |     |
| P             | 1  | Volkmar Groß      |     |     |
| D             | 2  | Cees van Ierssel  |     |     |
| D             | 3  | Epi Drost         |     |     |
| C             | 4  | Jaap Bos          |     | 53’ |
| C             | 5  | Frans Thijssen    |     |     |
| D             | 6  | Niels Overweg     |     |     |
| C             | 7  | Kick van der Vall |     |     |
| D             | 8  | Kalle Oranen      |     |     |
| A             | 9  | Jan Jeuring       | 32’ |     |
| C             | 10 | Theo Pahlplatz    |     | 67’ |
| A             | 11 | Johan Zuidema     |     |     |
| Sostituzioni: |    |                   |     |     |
| C             | 12 | Arnold Mühren     |     | 53’ |
| C             | 14 | Eddy Achterberg   |     | 67’ |
| Allenatore:   |    |                   |     |     |
| Antoine Kohn  |    |                   |     |     |

|                   |    |                      |  |     |
|                   |    |                      |  |     |
| P                 | 1  | Wolfgang Kleff       |  |     |
| D                 | 2  | Berti Vogts          |  |     |
| D                 | 3  | Ulrich Surau         |  | 13’ |
| D                 | 4  | Hans-Jürgen Wittkamp |  |     |
| C                 | 5  | Rainer Bonhof        |  |     |
| C                 | 6  | Hans Klinkhammer     |  |     |
| A                 | 7  | Allan Simonsen       |  |     |
| C                 | 8  | Herbert Wimmer       |  | 79’ |
| A                 | 9  | Henning Jensen       |  |     |
| C                 | 10 | Dietmar Danner       |  |     |
| A                 | 11 | Jupp Heynckes        |  |     |
| Sostituzioni:     |    |                      |  |     |
| D                 | 13 | Frank Schäffer       |  | 13’ |
| C                 | 14 | Horst Köppel         |  | 79’ |
| Allenatore:       |    |                      |  |     |
| Hennes Weisweiler |    |                      |  |     |